# Vasilij Ivanovič Petrov
Vasilij Ivanovič Petrov (Černolesskoe, 15 gennaio 1917 – Mosca, 1º febbraio 2014) è stato un generale e politico russo.

## Biografia
Nato nel Territorio di Stavropol', Petrov completò il liceo nel 1935 e fino al 1937 studiò in un istituto di formazione docenti. Si arruolò nell'Armata Rossa nel 1939 passando, nel 1941, il corso di tenente.
Durante la Seconda guerra mondiale Petrov combatté nella battaglia di Odessa, nell'assedio di Sebastopoli e nella battaglia del Caucaso. Qualche anno dopo partecipò alla liberazione dell'Ucraina, all'invasione della Romania e all'offensiva di Budapest.
Dopo la guerra Petrov terminò l'Accademia militare Michail Frunze di Mosca e salì la gerarchia militare fino a diventare generale d'armata nel 1972. Nel 1975-1976 comandò il Distretto militare dell'Estremo Oriente e nel 1977-1978 servì come comandante dei consulenti militari sovietici dell'esercito etiope nella Guerra dell'Ogaden. Tra il 1980 e il 1985 fu comandante in capo delle forze terrestri e nel 1983 divenne Maresciallo dell'Unione Sovietica. Dal 1992 è stato consulente militare del ministero della difesa russo.